# Ernst Perabo
Johann Ernst Perabo (født 14. november 1845 i Wiesbaden, død 29. oktober 1920 i Boston) var en tysk-amerikansk musiker. 
Perabo drog allerede 1852 med sine forældre til New York; han uddannede sig yderligere under ophold i Hamborg og Leipzig til klaverspiller og tog 1866 fast ophold i Boston, hvor han havde et betydeligt ry som klavervirtuos og som lærer. Perabo udgav kompositioner for klaver. 